# Badaki Fulbariya
Badaki Fulbariya (nep. बडकी फूलबरिया) – gaun wikas samiti w środkowej części Nepalu w strefie Narajani w dystrykcie Bara. Według nepalskiego spisu powszechnego z 2001 roku liczył on 790 gospodarstw domowych i 6147 mieszkańców (2818 kobiet i 3329 mężczyzn).